# Joaquín Balaguer
Joaquín Antonio Balaguer Ricardo (1. rujna 1906. – 14. srpnja 2002.) bio je predsjednik Dominikanske Republike u tri mandata 1960. – 1962., 1966. – 1978., i ponovo 1986. – 1996.
Balaguer je rođen u Villa Bisonu (također poznatom kao Navarrete), u sjeverozapadnom dijelu Dominikanske Republike. Njegov otac je bio Joaquín Balaguer Lespier, portorikanac katalonskog podrijetla, a majka Carmen Celia Ricardo. Političku karijeru započeo je 1930. (prije nego što je Rafael Trujillo preuzeo kontrolu nad vladom), kada je imenovan državnim odvjetnikom. U kasnijim godinama je služio kao tajnik u dominikanskom veleposlanstvu u Madridu (1932. – 1935.), podtajnika Predsjedništva (1936.), podtajnik za vanjske odnose (1937.), izvanredni veleposlanik u Kolumbiji i Ekvadoru (1940. – 1943. i 1943. – 1947. ), veleposlanik u Meksiku (1947. – 1949.), glavni tajnik obrazovanja (1949. – 1955.), i državni tajnik za vanjske poslove (1953. – 1956).. Tijekom tri desetljeća rada za diktatora Trujillita, Balaguer je naizmjenično bio puki zaposlenik ili bliski savjetnik Trujilla. 
Kada je Trujillo postavio svog brata Hectora ponovno za predsjednika 1957., Balaguer je izabran kao potpredsjednik. Tri godine kasnije, nakon pritisaka Organizacije američkih država (OAS)  Trujillo je bio prisiljen da mu brat podnese ostavku, a Balaguera je postao predsjednik. Međutim, on nije imao gotovo nikakvu moć, i smatran je kao puka marioneta Trujilla. Situacija se znatno mijenjena kada je Trujillo pogubljen u svibnja 1961.
Privremena vlada, na čelu s Hectorom Garcíom Godoyem, najavila je opće izbore 1966. Balaguer koji je bio u egzilu, te je izgovorom da mu je majka bolesna zatražio dopuštenje da se vrati iz egzila, koji je odobren. On je formirao reformske stranke i ušao u predsjedničku utrku protiv Bosch, te lako pobijedio.
Na izborima 1982. gubio od Salvadora Blanca, ali 1986. godine iskoristio je podjele u vladajućoj koaliciji i nepopularne mjere štednje te ponovno pobjeđuje nakon osam godina izbivanja. U to vrijeme imao je 80 godina i bio gotovo potpuno slijep. Natječe se na izborima i 2000. osvaja 23% glasova. Dana 14. srpnja 2002., Joaquín Balaguer umire od zatajenja srca u Santo Domingu u dobi od 95. godina.

## Vanjske poveznice
- Službena stranica